# Labradorit
Labradorit (Ca, Na)(Al, Si)4O8 là một khoáng vật thuộc nhóm felspat, đây là loại trung gian đến các khoáng calci của loạt plagioclase. Nó thường được định nghĩa là có  "%An" (anorthit) trong khoảng 50-70%.

## Phân bố
Loại địa phương của labradorit là đảo Paul gần thị trấn Nain ở Labrador, Canada. Nó cũng được phát hiện ở Na Uy và nhiều nơi khác trên toàn cầu.

## Hình ảnh

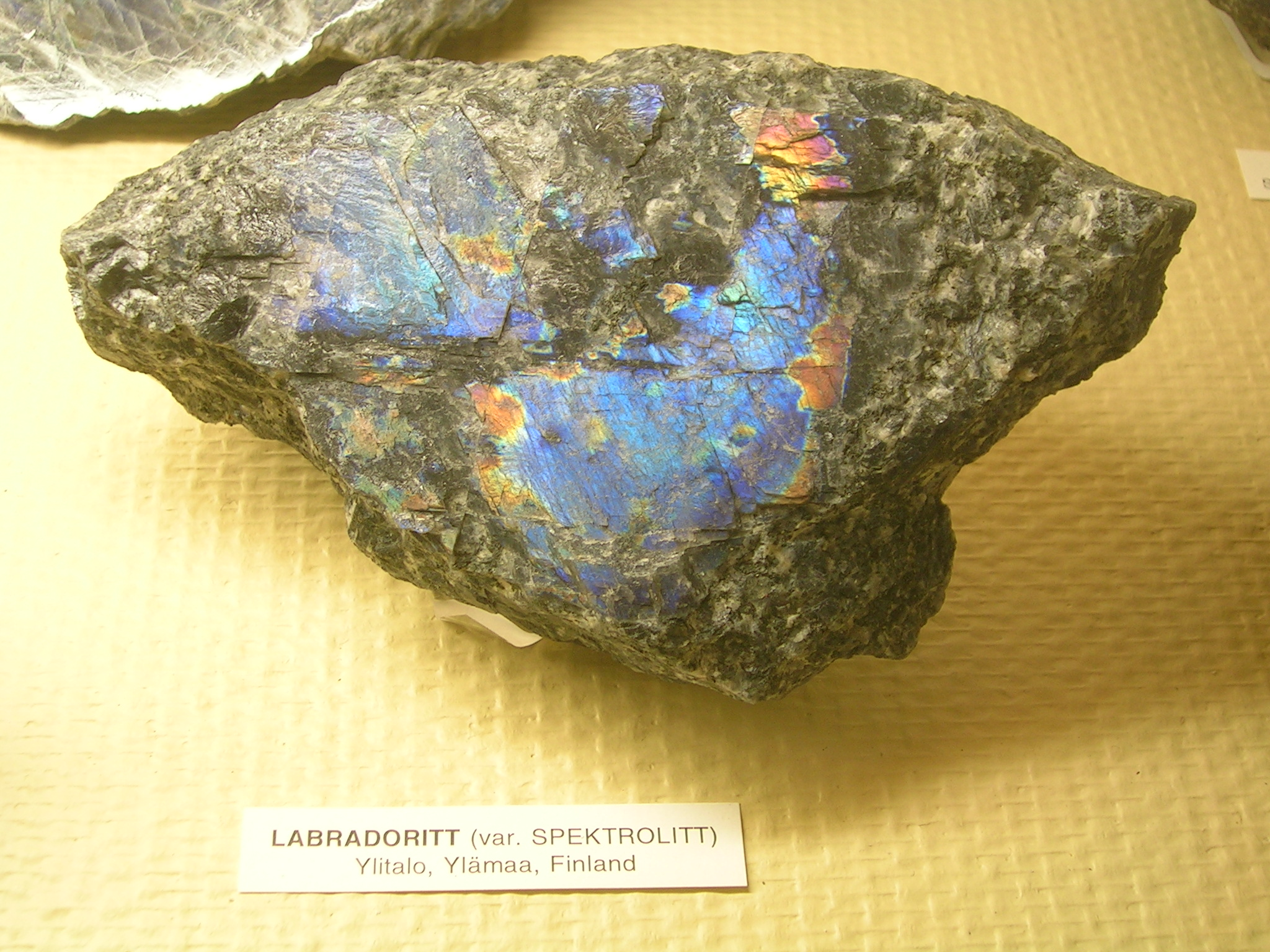
Labradorit, Ylämaa, Phần Lan
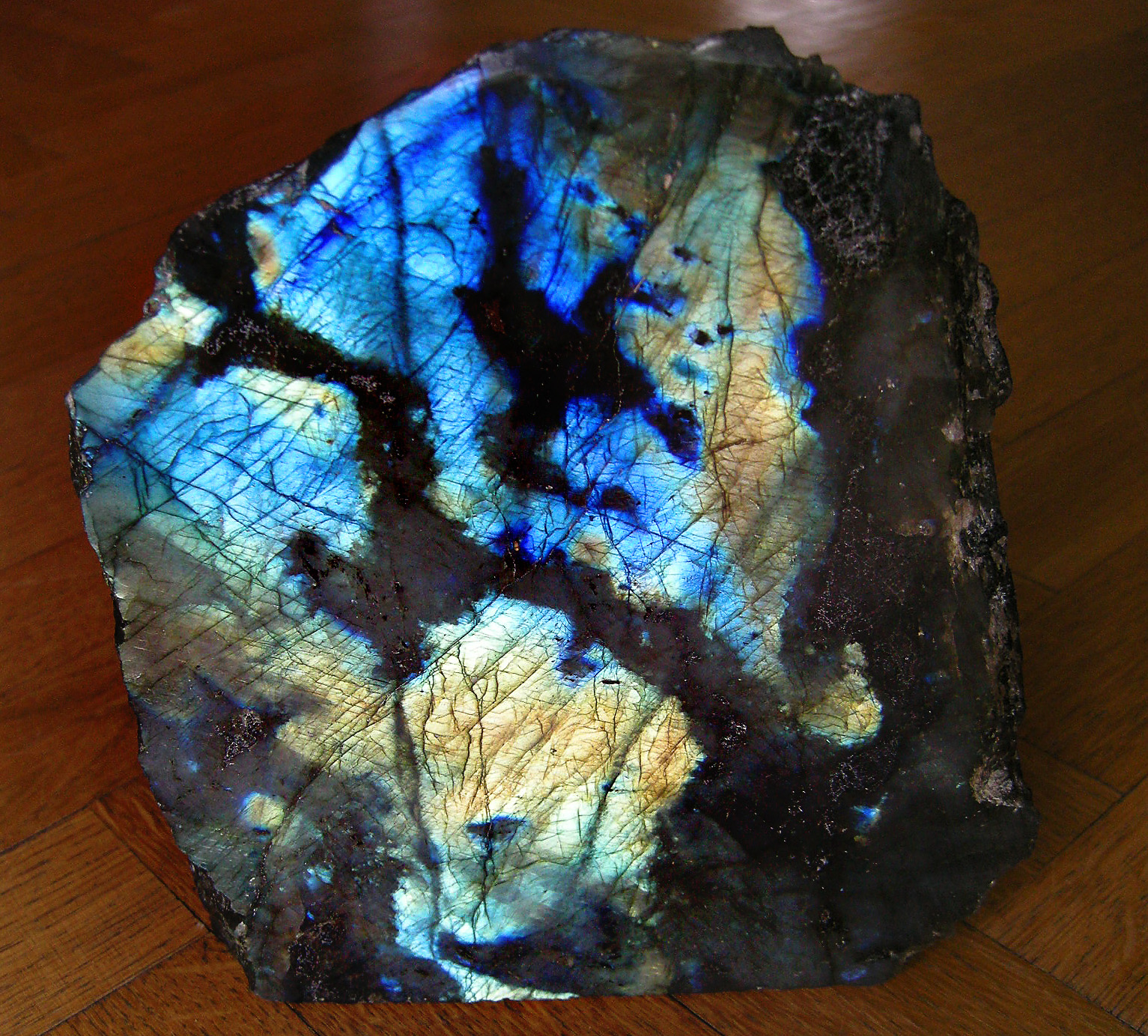
labradorit được đánh bóng 18x20cm – Madagascar
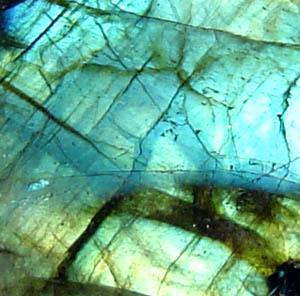
Labradorite cận ảnh
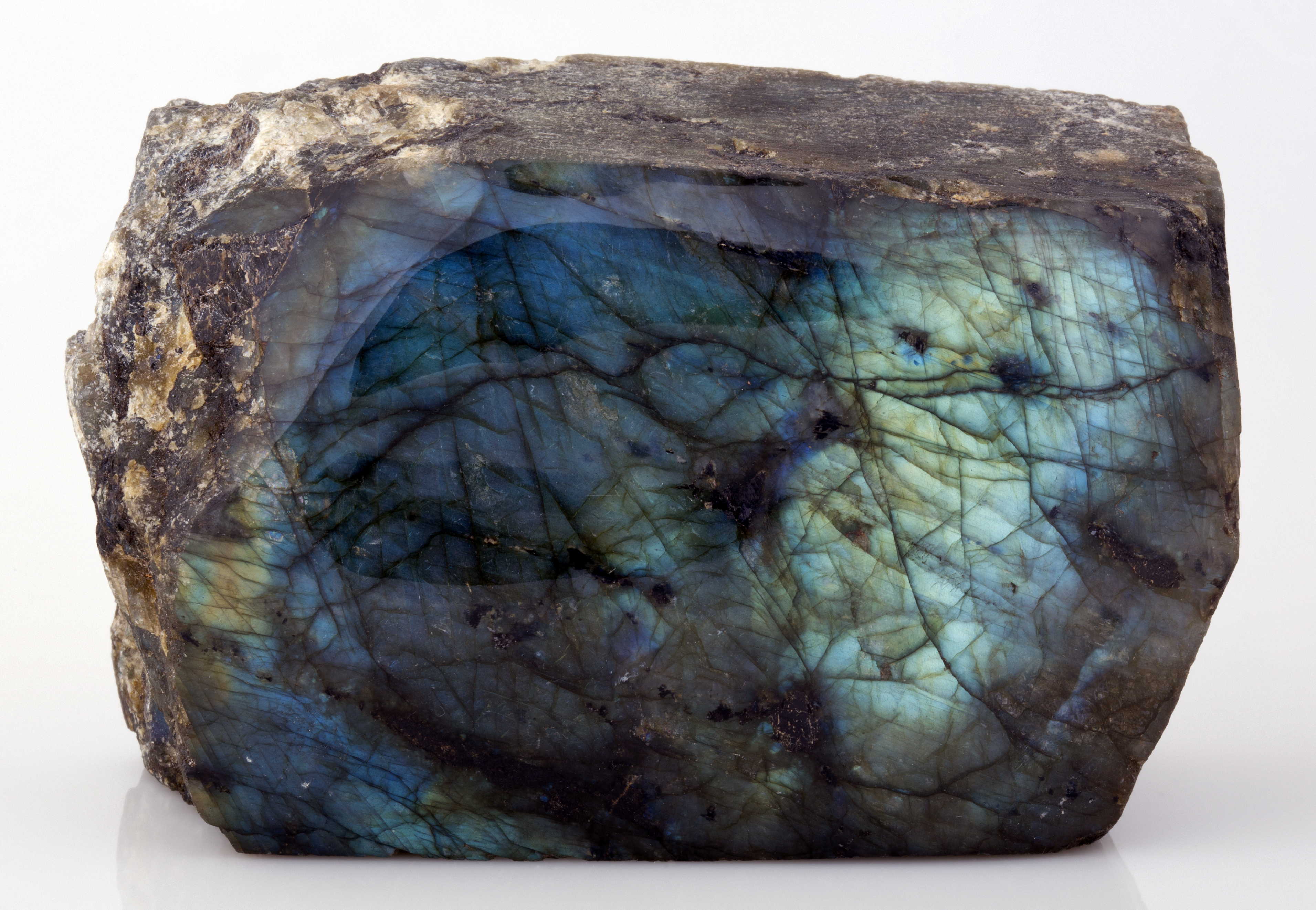
Labradorit được đánh bóng trong bộ sưu tập địa chất của UCL